# Scream Awards
 (mai 2023).
Motif : Inverser les propositions : mettre les intitulés de prix originaux puis indiquer entre parenthèses et entre guillemets une possible traduction littérale (ceci afin d'éviter tout TI).
Les Scream Awards (litt. Prix du hurlement), initialement appelés Spike TV Scream Awards jusqu'en 2008, sont des prix cinématographiques consacrés aux films d'horreur, de science-fiction et fantastiques.
La première cérémonie des Scream Awards a eu lieu le 10 octobre 2006 et l'évènement est ensuite organisé chaque année au mois d'octobre jusqu'en 2011. Le show a été créé par les producteurs exécutifs Michael Levitt, Cindy Levitt et Casey Patterson.

## Catégories de récompense
- Scream Awards (litt. Prix du hurlement)
- Meilleur film fantastique (Best Fantasy Movie)
- Meilleure actrice dans un film fantastique (Best Fantasy Actress)
- Meilleur acteur dans un film fantastique (Best Fantasy Actor)
- Meilleure actrice dans un second rôle (Best Supporting Actress)
- Meilleur acteur dans un second rôle (Best Supporting Actor)
- Meilleure révélation féminine (Breakout Performance - Female)
- Meilleure révélation masculine (Breakout Performance - Male)
- Meilleur casting (Best Ensemble)
- Meilleur scénario (Best Scream-Play) (litt. Meilleur jeu de cris)
- The Ultimate Scream (litt. Le cri ultime)

## Scream Awards2006

### The Ultimate Scream
- Batman Begins
  - The Devil's Rejects
  - La colline a des yeux
  - Lost
  - Superman Returns

### Meilleur film d'horreur
- The Devil's Rejects
  - Land of the Dead
  - Haute Tension
  - La colline a des yeux
  - Hostel

### Meilleur film fantastique
- Pirates des Caraïbes : Le Secret du coffre maudit (Pirates of the Caribbean : Dead Man's Chest)
  - Batman Begins
  - Harry Potter et la Coupe de feu
  - King Kong
  - Superman Returns
  - Les Noces funèbres

### Meilleur film de science-fiction
- V pour Vendetta
  - Aeon Flux
  - La Guerre des mondes (War of the Worlds)
  - A Scanner Darkly
  - Serenity

### Meilleur réalisateur
- Christopher Nolan pour Batman Begins
  - Bryan Singer pour Superman Returns
  - David Cronenberg pour A History of Violence

### Meilleure révélation masculine
- Brandon Routh pour le rôle de Clark Kent / Superman dans Superman Returns

### Meilleur casting
- Pirates des Caraïbes : Le Secret du coffre maudit (Pirates of the Caribbean : Dead Man's Chest)

### Meilleurs effets spéciaux
- La Guerre des mondes (War of the Worlds)
- Superman Returns

### Meilleur scénario
- Batman Begins – David S. Goyer et Christopher Nolan
  - Pirates des Caraïbes : Le Secret du coffre maudit (Pirates of the Caribbean : Dead Man's Chest) – Ted Elliott et Terry Rossio
  - V pour Vendetta – Lana et Lilly Wachowski

### Meilleure suite
- Pirates des Caraïbes : Le Secret du coffre maudit (Pirates of the Caribbean : Dead Man's Chest)
  - Batman Begins
  - La colline a des yeux
  - Saw II
  - Superman Returns

### Meilleur remake
- King Kong
  - Charlie et la Chocolaterie
  - La colline a des yeux
  - La Guerre des mondes (War of the Worlds)
  - La Malédiction (The Omen)

### Meilleur héros
- Johnny Depp pour le rôle du capitaine Jack Sparrow dans Pirates des Caraïbes : Le Secret du coffre maudit (Pirates of the Caribbean : Dead Man's Chest)
  - Christian Bale pour le rôle de Batman dans Batman Begins
  - Viggo Mortensen pour le rôle de Tom Stall dans A History of Violence
  - Edward James Olmos pour le rôle du Commander William Adama dans Battlestar Galactica
  - Hugo Weaving pour le rôle de V dans V pour Vendetta

### Meilleur(e) superheros
- Superman – Brandon Routh
- Superman Returns – Brandon Routh
  - Batman – Christian Bale
  - Batman Begins – Christian Bale
  - Le Phœnix – Famke Janssen
  - Johnny Storm / La Torche humaine – Chris Evans dans Les Quatre fantastiques
  - Wolverine – Hugh Jackman
  - X-Men : L'Affrontement final – Hugh Jackman et Famke Janssen

### Super-héros le/la plus sexy
- Susan Storm / La Femme invisible – Jessica Alba dans Les Quatre Fantastiques (Fantastic Four)

### Meilleure adaptation de comics à l'écran
- X-Men : L'Affrontement final
  - Batman Begins
  - A History of Violence
  - Superman Returns
  - V pour Vendetta

### Scène de mutilation la plus mémorable
- Hostel - énucléé
  - La colline a des yeux – suicidé par balle
  - La Guerre des mondes – vaporisé par des extraterrestres
  - Land of the Dead - dévoré vivant
  - Saw II - poignardé par une seringue

### Reine des cris
(Scream Queen)
- Kate Beckinsale pour Sélène, Underworld 2 : Évolution
  - Asia Argento pour Slack, Land of the Dead
  - Evangeline Lilly pour Kate Austen, Lost
  - Natalie Portman pour Evey Hammond, V pour Vendetta
  - Naomi Watts pour Ann Darrow, 'King Kong'

### Meilleur méchant
- Leslie Easterbrook, Sid Haig, Bill Moseley et Sheri Moon Zombie pour la Famille Firefly, The Devil's Rejects
  - Tobin Bell pour Jigsaw, Saw II
  - Sir Ian McKellen pour Magneto, X-Men : L'Affrontement final
  - Cillian Murphy pour L'Épouvantail
  - Philippe Nahon pour The Killer, Haute Tension

### Le plus vil méchant
- Batman Begins – Cillian Murphy

### Meilleur espoir
- Jennifer Carpenter pour Emily Rose, L'Exorcisme d'Emily Rose
  - Adewale Akinnuoye-Agbaje pour Mr. Eko, Lost
  - Tricia Helfer pour Numéro six, Battlestar Galactica
  - Brandon Routh pour Superman, Superman Returns
  - Katee Sackhoff pour Starbuck, Battlestar Galactica

### Meilleure série télévisée
- Battlestar Galactica
  - Doctor Who
  - Lost
  - Les Maîtres de l'horreur
  - Smallville

### Scène de m**** qui vous fait sautez de votre siège
(The "Holy Sh%t!/Jump From Your Seat" Award)
- Hostel – énucléation
  - Batman Begins – la séquence du train
  - La Guerre des mondes (War of the Worlds) – des capsules extraterrestres émergent de la Terre
  - A History of Violence – l'échange de tir au café
  - Superman Returns – le sauvetage du Boeing 777

### Best Rack on the Rack
- Vampirella
  - Emma Frost
  - Lady Death
  - Power Girl
  - Wonder Woman

### Autres récompenses
- L'Icon Award attribué à Frank Miller.
- Le Mastermind Award attribué à Robert Rodriguez et Quentin Tarantino pour Grindhouse.
- Le Scream Rock Immortal Award attribué à Ozzy Osbourne.

## Scream Awards2007
Les Scream Awards 2007 ont été diffusés sur Spike TV le 23 octobre 2007.

### The Ultimate Scream
- 300
  - 28 Semaines plus tard
  - Battlestar Galactica
  - Harry Potter et l'Ordre du Phénix
  - Heroes
  - Le Labyrinthe de Pan
  - Pirates des Caraïbes : Jusqu'au bout du monde (Pirates of the Caribbean: At World's End)
  - Spider-Man 3
  - The Descent
  - Transformers

### Meilleur film d'horreur
- 28 Semaines plus tard
  - Chambre 1408
  - The Descent
  - Grindhouse
  - The Host
  - Hostel, chapitre II

### Meilleur film fantastique
- Le Labyrinthe de Pan
  - Harry Potter et l'Ordre du Phénix
  - Pirates des Caraïbes : Jusqu'au bout du monde (Pirates of the Caribbean: At World's End)
  - Spider-Man 3
  - Stardust, le mystère de l'étoile

### Meilleur film de science-fiction
- Transformers
  - Les Fils de l'homme
  - The Fountain
  - Le Prestige
  - Sunshine

### Meilleur réalisateur
- Michael Bay pour Transformers
- Danny Boyle pour Sunshine
- Sam Raimi pour Spider-Man 3

### Meilleure star de science-fiction
- Shia LaBeouf pour le rôle de Sam Witwicky dans Transformers
  - Cillian Murphy pour le rôle de Capa, physicien chargé de la bombe dans Sunshine

### Meilleure révélation féminine
- Megan Fox pour le rôle de Mikaela Banes dans Transformers

### Meilleur scénario
- Sunshine – Alex Garland

### Reine des cris
(Scream Queen)
- Kate Beckinsale, Motel
  - Rosario Dawson, Grindhouse
  - Jordana Brewster, Massacre à la tronçonneuse : Le Commencement
  - Ali Larter, Heroes
  - Helena Bonham Carter, Harry Potter et l'Ordre du Phénix
  - Mary Elizabeth Winstead, Black Christmas

### Roi des cris
(Scream King)
- Shia LaBeouf, Paranoïak
  - John Cusack, Chambre 1408
  - Samuel L. Jackson, Des serpents dans l'avion
  - Angus Macfadyen, Saw III
  - Robert Rodriguez, Grindhouse
  - Luke Wilson, Motel

### Meilleur espoir
- Hayden Panettiere, Heroes
  - Claire-Hope Ashitey, Les Fils de l'homme
  - Lauren German, Hostel, chapitre II
  - Rodrigo Santoro, 300
  - Shauna Macdonald, The Descent
  - Zoe Bell, Grindhouse

### Meilleur espoir dans un film de science-fiction
- Megan Fox pour le rôle de Mikaela Banes dans Transformers

### Meilleur superhéros
- Tobey Maguire pour Spider-Man 3
  - Chris Evans pour le rôle de La Torche Humaine dans Les Quatre Fantastiques et le Surfer d'argent (Fantastic Four: Rise of the Silver Surfer)
  - Michael Chiklis pour le rôle de Ben Grimm / La Chose dans Les Quatre Fantastiques et le Surfer d'argent (Fantastic Four: Rise of the Silver Surfer)
  - Masi Oka pour le rôle de Hiro Nakamura dans Heroes
  - Milo Ventimiglia pour le rôle de Peter Petrelli dans Heroes
  - Tobey Maguire pour le rôle de Spider-Man dans Spider-Man 3

### Super-héros le/la plus sexy
- Jessica Alba pour le rôle de Susan Storm / La Femme invisible dans Les Quatre Fantastiques et le Surfer d'argent (Fantastic Four: Rise of the Silver Surfer)

### Meilleur caméo
- Keith Richards pour le rôle de Edward Teague, le père de Jack Sparrow et gardien du Code d'Honneur de la Piraterie dans Pirates des Caraïbes : Jusqu'au bout du monde (Pirates of the Caribbean: At World's End)

### Meilleur héros fantastique
- Pirates des Caraïbes : Jusqu'au bout du monde (Pirates of the Caribbean: At World's End) – Johnny Depp

### Meilleur méchant
- Ralph Fiennes pour le rôle de Lord Voldemort dans Harry Potter et l'Ordre du Phénix
  - Kurt Russell pour le rôle de Stuntman Mike dans Grindhouse
  - Michelle Pfeiffer pour le rôle de Lamia dans Stardust, le mystère de l'étoile
  - Rodrigo Santoro pour le rôle de Xerxes dans 300
  - Sergi López pour le rôle de Captain Vidal dans le Labyrinthe de Pan
  - Tobin Bell & Shawnee Smith pour le rôle de Jigsaw Killer dans Saw III
  - Zachary Quinto pour le rôle de Gabriel Gray/Sylar dans Heroes

### Le plus vil méchant
- Thomas Haden Church pour le rôle de Flint Marko / l'Homme-sable dans Spider-Man 3
- Topher Grace pour le rôle de Eddie Brock / Venom dans Spider-Man 3

### Meilleurs effets spéciaux
- Transformers
  - Pirates des Caraïbes : Jusqu'au bout du monde (Pirates of the Caribbean: At World's End)
  - Spider-Man 3

### Scène de mutilation la plus mémorable
- Démembrement dans un accident de voiture dans Grindhouse
  - Bataille contre les Immortels dans 300
  - Bouche découpée et recousue dans Le Labyrinthe de Pan
  - Chirurgie crânienne dans Saw III
  - Dévoré vivant par un cannibal dans Hostel, chapitre II

### Scène de l'année qui vous fait sautez de votre siège
("Jump-From-Your-Seat" Scene of the Year)
- Bataille finale : Mégatron contre Optimus Prime dans Transformers
  - Attaque de l'Immortel dans 300
  - Attaque des zombies sur les vitres dans 28 Semaines plus tard
  - Bataille en apesanteur : Spider-Man contre Le nouveau gobelin dans Spider-Man 3
  - La pluie dans 300

### Meilleure adaptation de comics au cinéma
- 300
  - Les Quatre Fantastiques et le Surfer d'argent (Fantastic Four: Rise of the Silver Surfer)
  - Ghost Rider
  - Spider-Man 3
  - TMNT : Les Tortues Ninja

### Meilleure suite
- Harry Potter et l'Ordre du Phénix
  - 28 Weeks Later
  - Pirates des Caraïbes : Jusqu'au bout du monde (Pirates of the Caribbean: At World's End)
  - Saw III
  - Spider-Man 3

### Fantasy Fox
- Johnny Depp pour le rôle du capitaine Jack Sparrow dans Pirates des Caraïbes : Jusqu'au bout du monde (Pirates of the Caribbean: At World's End)
- Eva Mendes pour le rôle de Roxanne Simpson dans Ghost Rider
- Kirsten Dunst pour le rôle de Mary Jane Watson dans Spider-Man 3

### Meilleure série télévisée
- Heroes
  - Battlestar Galactica
  - Doctor Who
  - Lost
  - Les Maîtres de l'horreur

### Autres récompenses
- Le Comic-Con Icon Award attribué à Neil Gaiman.
- Le Hero Award attribué à Harrison Ford.
- Le Scream Rock Immortal Award attribué à Alice Cooper.

## Scream Awards2008

### The Ultimate Scream
- The Dark Knight : Le Chevalier noir
  - Cloverfield
  - Hellboy II : Les légions d'or maudites
  - Iron Man

### Meilleur film fantastique
- Hellboy II : Les légions d'or maudites
  - Hancock
  - L'Incroyable Hulk (The Incredible Hulk)
  - The Dark Knight : Le Chevalier noir
  - Wanted : Choisis ton destin (Wanted)

### Meilleur film d'horreur
- Les Ruines (The Ruins)
- Sweeney Todd : Le Diabolique Barbier de Fleet Street (Sweeney Todd: The Demon Barber of Fleet Street)

### Meilleur acteur dans un film fantastique
- Heath Ledger pour le rôle de le Joker dans The Dark Knight : Le Chevalier noir
  - Christian Bale pour le rôle de Batman dans The Dark Knight : Le Chevalier noir
  - Edward Norton pour le rôle de Hulk dans L'Incroyable Hulk
  - James McAvoy dans Wanted : Choisis ton destin (Wanted)
  - Ron Perlman dans Hellboy II : Les légions d'or maudites

### Meilleur film de science-fiction
- Iron Man
  - Cloverfield
  - Indiana Jones et le Royaume du crâne de cristal (Indiana Jones and the Kingdom of the Crystal Skull)
  - Je suis une légende
  - WALL-E

### Meilleur acteur de science-fiction
- Harrison Ford pour le rôle du Dr Henry Walton « Indiana » Jones Jr dans Indiana Jones et le Royaume du crâne de cristal (Indiana Jones and the Kingdom of the Crystal Skull)

### Meilleure actrice de science-fiction
- Milla Jovovich, Resident Evil: Extinction
  - Gwyneth Paltrow, Iron Man
  - Summer Glau, Terminator : Les Chroniques de Sarah Connor
  - Tricia Helfer, Battlestar Galactica

### Meilleur acteur dans un film d'horreur
- Johnny Depp, Sweeney Todd : Le Diabolique Barbier de Fleet Street
  - Jared Padalecki, Supernatural
  - Michael C. Hall, Dexter
  - Thomas Jane, The Mist

### Meilleure actrice dans un film d'horreur
- Liv Tyler, The Strangers
  - Helena Bonham Carter, Sweeney Todd : Le Diabolique Barbier de Fleet Street
  - Jena Malone, Les Ruines
  - Julie Benz, Dexter

### Meilleur acteur dans un second rôle
- Gary Oldman, The Dark Knight : Le Chevalier noir
  - Doug Jones, Hellboy II : Les légions d'or maudites
  - Michael Caine, The Dark Knight : Le Chevalier noir
  - Shia LaBeouf pour le rôle de Henry « Mutt » Williams dans Indiana Jones et le Royaume du crâne de cristal (Indiana Jones and the Kingdom of the Crystal Skull)

### Meilleur Comic Book
- Y: The Last Man (Winner)
  - Astonishing X-Men
  - Hack/Slash
  - The Umbrella Academy
  - The Walking Dead

### Meilleur réalisateur
- Christopher Nolan, The Dark Knight : Le Chevalier noir
  - Guillermo Del Toro, Hellboy II : Les légions d'or maudites
  - Jon Favreau, Iron Man
  - Tim Burton, Sweeney Todd : Le Diabolique Barbier de Fleet Street

### Meilleur méchant
- Heath Ledger pour le Joker, The Dark Knight : Le Chevalier noir
  - Aaron Eckhart pour Harvey Dent, The Dark Knight : Le Chevalier noir
  - Jeff Bridges pour Obadiah Stane, Iron Man
  - Tobin Bell pour Jigsaw, Saw III
  - Zachary Quinto pour Sylar, Heroes

### Scène de mutilation la plus mémorable
- Penis Bitten off by Vagina with Teeth, Teeth
  - Attacked by the Flesh Eating Tooth Fairies, Hellboy II : Les légions d'or maudites
  - The Leg Amputation, Les Ruines
  - The Autopsy, Saw 4

### Meilleur superhéros
- Christian Bale as Batman, The Dark Knight : Le Chevalier noir
  - Robert Downey Jr as Iron Man, Iron Man
  - Ron Perlman as Hellboy, Hellboy II : Les légions d'or maudites
  - Will Smith as Hancock, Hancock
  - Edward Norton as Hulk, L'Incroyable Hulk

### Meilleure suite
- Indiana Jones et le Royaume du crâne de cristal (Indiana Jones and the Kingdom of the Crystal Skull)
- Le Monde de Narnia : Le Prince Caspian (The Chronicles of Narnia: Prince Caspian)

### Meilleur remake
- Halloween
  - L'Incroyable Hulk (The Incredible Hulk)

### Scène de m**** de l'année
(Holy Sh*t Scene of the Year)
- Big Rig Flips Over, The Dark Knight : Le Chevalier noir
  - Iron Man’s First Flight, Iron Man
  - The Statue of Liberty Attack, Cloverfield
  - The Reverse Kill Shot, Wanted : Choisis ton destin (Wanted)
  - The Batmobile/Batpod chase, The Dark Knight : Le Chevalier noir
  - Escape from Ten Rings hideout, Iron Man

### Meilleure série télévisée
- Dexter
  - Battlestar Galactica
  - Heroes
  - Lost
  - Terminator : Les Chroniques de Sarah Connor

### Autres récompenses
- The Comic-Con Idol Award attribué à George Lucas
- The Scream Immortal Award attribué à Tim Burton
- The Scream Legend Award attribué à Anthony Hopkins
- The Scream Mastermind Award attribué à Wes Craven

## Scream Awards2009

### Meilleur film fantastique
- Watchmen : Les Gardiens (Watchmen)
- X-Men Origins: Wolverine

### Meilleur film de science-fiction
- Transformers 2 : La Revanche (Transformers: Revenge of the Fallen)

### Meilleur réalisateur
- Michael Bay pour Transformers 2 : La Revanche (Transformers: Revenge of the Fallen)

### Meilleur acteur dans un film fantastique
- Hugh Jackman pour le rôle de Logan / Wolverine dans X-Men Origins: Wolverine

### Meilleure actrice dans un film fantastique
- Jaime King pour le rôle de Lorelei Rox dans The Spirit
- Scarlett Johansson pour le rôle de Silken Floss dans The Spirit

### Meilleur acteur dans un film de science-fiction
- Shia LaBeouf pour le rôle de Sam Witwicky dans Transformers 2 : La Revanche (Transformers: Revenge of the Fallen)

### Meilleure actrice dans un film de science-fiction
- Megan Fox pour le rôle de Mikaela Banes dans Transformers 2 : La Revanche (Transformers: Revenge of the Fallen)

### Meilleur acteur dans un second rôle
- Ryan Reynolds pour le rôle de Wade Wilson dans X-Men Origins: Wolverine
  - Taylor Kitsch pour le rôle de Remy LeBeau dans X-Men Origins: Wolverine

### Meilleure actrice dans un second rôle
- Carla Gugino pour le rôle de Sally Jupiter / Le Spectre soyeux I dans Watchmen : Les Gardiens (Watchmen)

### Meilleure révélation féminine
- Isabel Lucas pour le rôle de Alice dans Transformers 2 : La Revanche (Transformers: Revenge of the Fallen)
- Malin Åkerman pour le rôle de Laurie Jupiter / Spectre soyeux II dans Watchmen : Les Gardiens (Watchmen)

### Meilleure révélation masculine
- Taylor Kitsch pour le rôle de Remy LeBeau dans X-Men Origins: Wolverine
- Will.i.am pour le rôle de John Wraith dans X-Men Origins: Wolverine

### Meilleur méchant
- Liev Schreiber pour le rôle de Victor Creed dans X-Men Origins: Wolverine

### Meilleur casting
- Watchmen : Les Gardiens (Watchmen)

### Meilleure scène de combat de l'année
- Transformers 2 : La Revanche (Transformers: Revenge of the Fallen)
- X-Men Origins: Wolverine – Hugh Jackman, Liev Schreiber et Ryan Reynolds

## Scream Awards2010

### The Ultimate Scream
- Kick-Ass

### Meilleur film fantastique
- Kick-Ass

### Meilleur film de science-fiction
- Predators

### Meilleur film d'horreur
- Paranormal Activity

### Meilleur acteur dans un film fantastique
- Aaron Taylor-Johnson pour le rôle de David « Dave » Lizewski / Kick-Ass dans Kick-Ass
- Nicolas Cage pour le rôle de Damon Macready / Big Daddy dans Kick-Ass

### Meilleure actrice dans un film fantastique
- Chloë Grace Moretz pour le rôle de Mindy Macready / Hit-Girl dans Kick-Ass
- Saoirse Ronan pour le rôle de Susie Salmon, une jeune fille assassinée dans Lovely Bones (The Lovely Bones)

### Meilleur acteur dans un second rôle
- Christopher Mintz-Plasse pour le rôle de Chris d’Amico / Red Mist dans Kick-Ass

### Meilleure révélation féminine
- Chloë Grace Moretz pour le rôle de Mindy Macready / Hit-Girl dans Kick-Ass
  - Lyndsy Fonseca pour le rôle de Katie Deauxma dans Kick-Ass

### Meilleure révélation masculine
- Aaron Taylor-Johnson pour le rôle de David « Dave » Lizewski / Kick-Ass dans Kick-Ass

### Meilleur caméo
- Rosario Dawson pour le rôle de Perséphone dans Percy Jackson : Le Voleur de foudre (Percy Jackson & the Olympians: The Lightning Thief)

### Meilleur casting
- Kick-Ass

### Meilleur scénario
- Kick-Ass – Matthew Vaughn et Jane Goldman

### Meilleure scène de combat de l'année
- Kick-Ass – séquence "Hit-Girl contre les trafiquants de drogue"
- The Losers – séquence "Aïcha contre Clay"

### Meilleur film d'adaptation de comics
- Kick-Ass
- The Losers

### Meilleur super-héros
- Aaron Taylor-Johnson pour le rôle de David « Dave » Lizewski / Kick-Ass dans Kick-Ass
- Chloë Grace Moretz pour le rôle de Mindy Macready / Hit-Girl dans Kick-Ass
- Nicolas Cage pour le rôle de Damon Macready / Big Daddy dans Kick-Ass

### Scène de m**** qui vous fait sautez de votre siège
- Kick-Ass – séquence "Damon McCready tire sur sa petite fille Mindy dans la poitrine"

## Scream Awards2011

### The Ultimate Scream
- X-Men : Le Commencement

### Meilleur film fantastique
- X-Men : Le Commencement
  - Pirates des Caraïbes : La Fontaine de Jouvence (Pirates of the Caribbean: On Stranger Tides)

### Meilleur acteur dans un film fantastique
- Johnny Depp pour le rôle du capitaine Jack Sparrow dans Pirates des Caraïbes : La Fontaine de Jouvence (Pirates of the Caribbean: On Stranger Tides)
- Michael Fassbender pour le rôle de Erik Lensherr dans X-Men : Le Commencement
- James McAvoy pour le rôle de Charles Xavier (30 Years) dans X-Men : Le Commencement

### Meilleure actrice dans un film fantastique
- Penélope Cruz pour le rôle de Angelica Teach dans Pirates des Caraïbes : La Fontaine de Jouvence (Pirates of the Caribbean: On Stranger Tides)
- Jennifer Lawrence pour le rôle de Raven / Mystique dans X-Men : Le Commencement

### Meilleur film de science-fiction
- Transformers 3 : La Face cachée de la Lune (Transformers: Dark of the Moon)
- Tron : L'Héritage (Tron: Legacy)

### Meilleure actrice de science-fiction
- Olivia Wilde pour le rôle de Quorra dans Tron : L'Héritage (Tron: Legacy)

### Meilleur acteur dans un film de science-fiction
- Daniel Craig pour le rôle de Jake Lonergan dans Cowboys et Envahisseurs (Cowboys and Aliens)
- Harrison Ford pour le rôle du Colonel Woodrow Dolarhyde dans Cowboys et Envahisseurs (Cowboys and Aliens)

### Meilleur thriller
- Red

### Meilleure actrice dans un film d'horreur
- Neve Campbell pour le rôle de Sidney Prescott dans Scream 4

### Meilleur film en 3D
- Transformers 3 : La Face cachée de la Lune (Transformers: Dark of the Moon)
  - Tron : L'Héritage (Tron: Legacy)

### Meilleure actrice dans un second rôle
- Helen Mirren pour le rôle de Victoria dans Red

### Meilleure révélation féminine
- Zoë Kravitz pour le rôle de Angel Salvadore dans X-Men : Le Commencement

### Meilleure révélation masculine
- Michael Fassbender pour le rôle de Erik Lensherr dans X-Men : Le Commencement

### Meilleur réalisateur
- Matthew Vaughn pour X-Men : Le Commencement

### Meilleurcaméo
- X-Men : Le Commencement – Hugh Jackman
- Pirates des Caraïbes : La Fontaine de Jouvence (Pirates of the Caribbean: On Stranger Tides) – Keith Richards
- Scream 4 – Anna Paquin et Kristen Bell
- Transformers 3 : La Face cachée de la Lune (Transformers: Dark of the Moon) – Buzz Aldrin

### Meilleur casting
- Red
- X-Men : Le Commencement

### Meilleur super-héros
- Ryan Reynolds pour le rôle de The Green Lantern / Hal Jordan dans Green Lantern
- James McAvoy pour le rôle du Professeur X et de Charles Xavier dans X-Men : Le Commencement

### Meilleur méchant
- Kevin Bacon pour le rôle de Sebastian Shaw dans X-Men : Le Commencement

### Meilleurs effets spéciaux
- Transformers 3 : La Face cachée de la Lune (Transformers: Dark of the Moon)
- Tron : L'Héritage (Tron: Legacy)

### Meilleure scène de combat de l'année
- Red – Combat dans le triage de fret à l'aéroport

### Meilleure scène de poursuite
- Pirates des Caraïbes : La Fontaine de Jouvence (Pirates of the Caribbean: On Stranger Tides) – séquence de la poursuite à travers Londres
- Transformers 3 : La Face cachée de la Lune (Transformers: Dark of the Moon) – séquence de la poursuite sur l'autoroute
  - Tron : L'Héritage (Tron: Legacy) – séquence de la bataille et de l'évasion en jet léger

### Sacrée scène de m**** de l'année
- Tron : L'Héritage (Tron: Legacy) – séquence bataille de Light Cycle

### Meilleur scénario
- X-Men : Le Commencement

### Meilleur film d'adaptation decomics
- Cowboys et Envahisseurs (Cowboys and Aliens)
- X-Men : Le Commencement